# Phalonidia embaphion
Phalonidia embaphion es una especie de polilla del género Phalonidia, categorizada en la tribu Cochylini, de la subfamilia Tortricinae.

## Distribución
Se distribuye por América del Sur: Venezuela, en la ciudad de Mérida.

## Taxonomía
Fue descrita por Razowski en 1984.
Tratamiento taxonómico
La especie aparece registrada y publicada en Ann. Zool. 38: 276.